# Персі Грейнджер
Персі Олдрідж Грейнджер, також Ґрейнджер (англ. Percy Aldridge Grainger; 8 липня 1882, Мельбурн — 20 лютого 1961, Вайт-Плейнс, штат Нью-Йорк, США) — австралійський піаніст і композитор.

## Біографія
Навчався грі на фортепіано у матері, у 1892—93 роках — у Л. Пабста у Мельбурні. З 1894 року жив у Німеччині, брав уроки фортепіанної гри у Джеймса Кваста у Франкфурті, потім у Ферруччо Бузоні. З 1902 року гастролював у багатьох країнах, у 1913 році в Росії. У 1909—14 роках жив в Англії, з 1914 — у США. У 1919—31 роках вів літні курси в Музичному коледжі у Чикаго. У 1935 році заснував музей музичної культури у Мельбурні.
Грейнджер робив різні обробки своїх творів. Займався вивченням музичного фольклору, особливо англійського та ірландського. Під впливом знайомства з Е. Грігом (у 1906 році) збирав і робив обробка народних пісень різних країн. Одним з перших застосував для запису фонограф (опублікував записи у 1908 році). Фольклорні елементи Грейнджер використовував у багатьох творах, написаних у різних жанрах, у тому числі у великому хоровому циклі за «Книгою джунглів» Редьярда Кіплінга (1898—1947). Відома фортепіанна парафраза Грейнджер на тему «Вальсу квітів» з «Лускунчика» Петра Чайковського. Грейнджер експериментував у застосуванні елементів лінеарності, поліритмії та інших сучасних прийомів письма. Видав збірку «Англійська готична музика» («English Gothic music», спільно з Д. А. Г'юзом).

## Твори
- для оркестру (у тому числі камерного):
  - Мок Морріс (1911),
  - Ірландські мелодії графства Деррі (Irish tunes from county Derry, обробка, 1911),
  - Колоніальна пісня (Colonial song, з 2 солістами, 1912),
- сюїти:
  - У горіховій шкаралупі (In a nutshell, з фортепіано, 1905—16),
  - Данська народна пісня (Danish folk-song, 1937),
  - Молодіжна (Youthful suite, 1899—1943),
  - Гімн врожаю (Harvest Hymn, 1933);
- для духового оркестру:
  - Сила Риму і християнське серце (The power of Rome and the Christian heart, 1919; обробка для дерев'яних і мідних духових — 1937, 2-а ред. 1948),
  - Англійський танець (English dance, з органом, 1925),
  - 2 Пісні пагорба (Hillsongs, для 23 і для 24 соло-інструментів, 1902 і 1907);
- п'єси для воєнного оркекстру;
- камерно-інструментальні ансамблі (у тому числі п'єси для фортепіано у 4 і в 6 рук);
- хори — Пісня-марш демократії (Marching song of democracy, з органом і оркестром, 1916), хори (з камерним ансамблем) на слова Редьярда Кіплінга, з духовим оркестром, з фортепіано, a cappella, у тому числі обробка народних пісень;
- пісні.